# Битва при Пірані (1812)
Битва при Пірані (відома також як битва при Ґрадо) — військово-морська битва в рамках адріатичної кампанії Наполеонівських воєн між британським та французьким лінійними кораблями, що відбулась поблизу міст Пірана та Ґрадо 22 лютого 1812 року в Адріатичному морі. Французький корабель Rivoli, названий на честь Наполеонівської перемоги, на той час 15-річної давнини, був щойно виготовлений у Венеції. Французьке командування військово-морськими силами мало намір підсилити ним присутність в Адріатиці після низки поразок у минулому році.
Для того щоб запобігти нівелюванню кораблем британського домінування в Адріатичному театрі, Королівські військово-морські сили відкликали лінкор із середземноморського флоту з метою захоплення Rivoli на його ж першому плаванні. Капітан HMS Victorious Джон Талбот прибув до Венеції та влаштував блокаду тамтешнього порту. Коли Rivoli намагався втекти під покровом туману, Талбот розпочав його переслідування та змусив капітулювати після п'ятигодинної битви. Близько половини членів екіпажу Rivoli загинули або були поранені.

## Передумови
Тільзитський мир 1807 року призвів до виведення російських кораблів із Адріатики та французького захоплення стратегічної фортеці на острові Керкіра. Шенбруннський мир з Австрійською імперією 1809 року ще більше зміцнив французький вплив у регіоні шляхом формалізації контролю Франції над Іллірійськими провінціями на східному узбережжі Адріатичного моря. Для того щоб захистити ці завоювання французький та італійський уряди започаткували спільну суднобудівну програму, що розгортатиметься у венеційському та інших італійських портах, у спробі відновити свій середземноморський флот і кинути виклик британській гегемонії. Ця програма була ускладнена недостатністю фінансування з боку Італії (через бідність її уряду) та труднощами набору екіпажу та оснащення суден із французького боку. Унаслідок цього, будівництво першого лінкору в Адріатиці за цією програмою розпочалось лише 1810 року, а завершилось двома роками по тому.

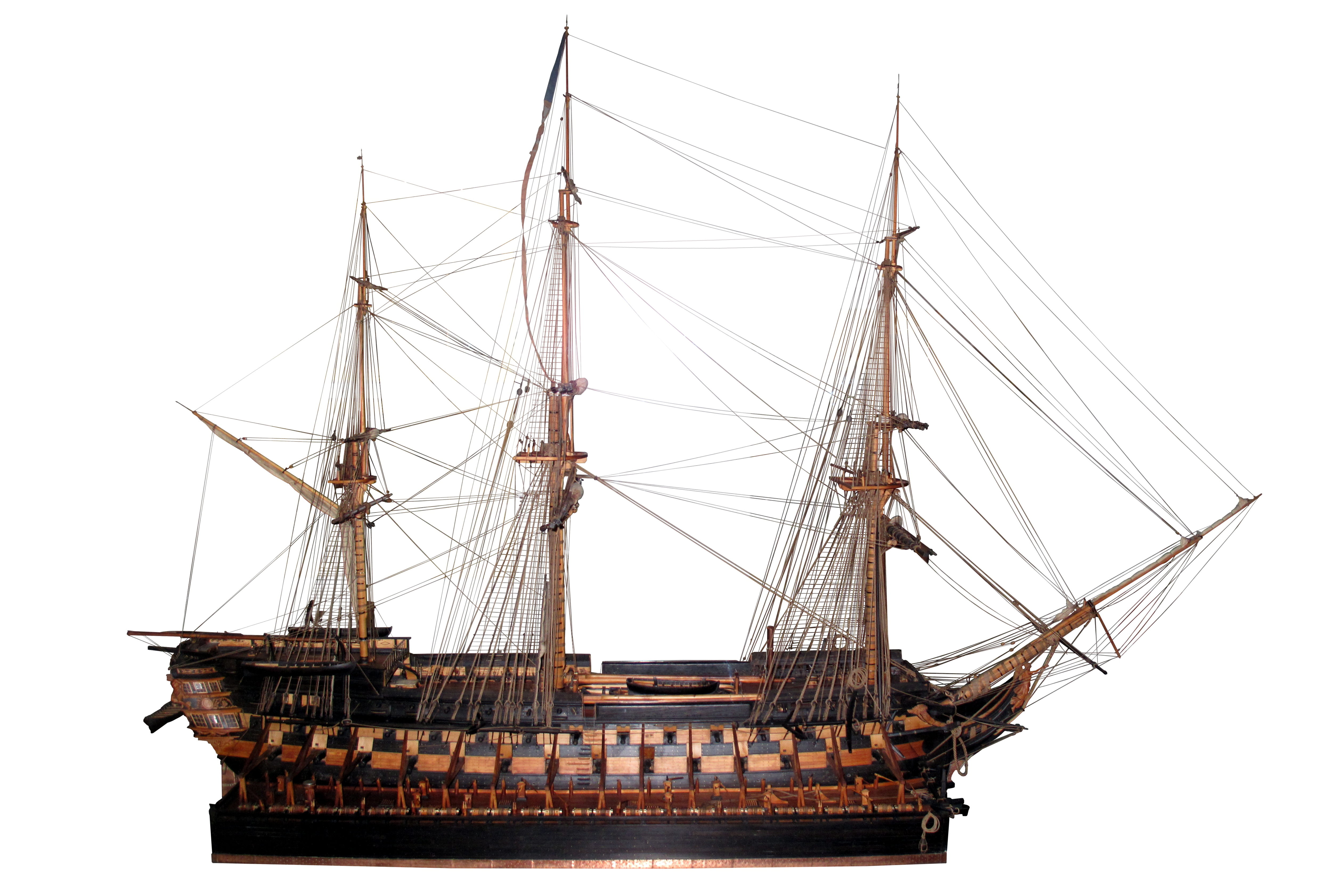
Rivoli, із встановленими камелями, що дозволили йому перетнути мілководдя перед венеційською гаванню

До часу завершення виготовлення Rivoli, Королівські військово-морські сили вже встановили гегемонію в Адріатичному морі. Окрім загибелі командира Бернарда Дюбордьє та знищення його ескадрону унаслідок битви при Ліссі в березні 1811, але й французькі зусилля щодо забезпечення своїх розкинутих гарнізонів ставали все більш ризикованими. Доведенням цьому було знищення добре озброєного конвою, що прямував до Трієсту з Керкіри унаслідок битви при Пелагосі 29 листопада 1811 року. Виготовлення Rivoli, на думку військово-морських сил Франції, мало забезпечити країні спокійне домінування в регіоні без загрози нападу фрегатних ескадр з боку Лісса.
Королівські військово-морські сили усвідомлювали загрозу, яку Rivoli представляє для їх гегемонії, оскільки були заздалегідь попереджені венеційськими шпигунами про прогрес у конструюванні корабля. У час, коли Rivoli був майже готовий, HMS Victorius було відряджено з середземноморського флоту з метою його перехоплення відразу після залишення порту. Кораблем Victorius командував Джон Талбот, відомий та вправний офіцер, який відзначився захопленням 1805 року французького фрегату Ville de Milan, а також участю в дарданельській операції 1807 року. Талбота супроводжував 18-гарматний бриг HMS Weazel під командуванням Джон Вільяма Ендрю.

## Битва

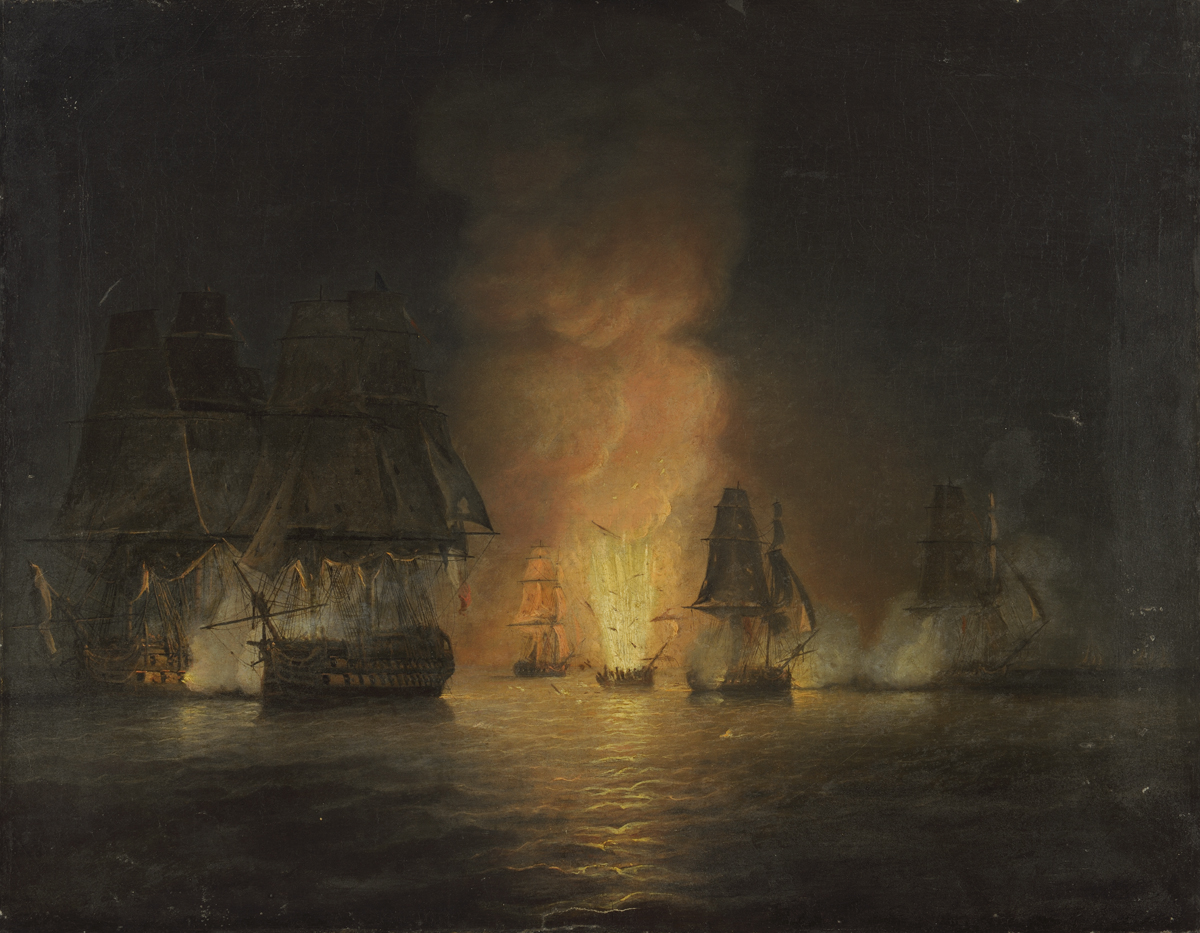
Вибух Mercure на картині Томаса Луні «HMS Victorious бере Rivoli 22 лютого 1812» (Національний морський музей, Гринвіч)

Rivoli покинула Венеційський порт 21 лютого 1812 року під командуванням Жана-Баптиста Барре під супроводом п'яти малих вартових суден — 16-гарматних бригів Mercure та Iéna, 8-гарматного Mamelouck та двох малих канонерських човнів, розтягнутих в імпровізованому бойовому порядку. Барре сподівався втекти з Венеції та уникнути переслідування під покровом морського туману. Victorious непорушно вичікував розсіювання туману, однак о 14:30, коли Талбот одержав змогу поглянути на Венеційський порт, його противник уже втік. У пошуках Барре, який тримав напрям до Пули, Талбот помітив один із французьких бригів о 15:00 і розпочав погоню.
Старт із передової позиції дозволив Rivoli встановити достатню дистанцію з британським судном, тож Талбот зумів наздогнати свою здобич із супроводом лише о 02:30 22 лютого. Не бажаючи, щоб супровідні судна Rivoli завадили йому захопити французький лінкор, Талбот наказав Weasel'ю податись уперед і зайнятись ними, в той час як він візьме на себе корабель Барре. О 04:15 Weasel наздогнав останній у бойовому порядку корабель Mercure та відкрив по ньому вогонь зблизька, Mercure відповів таким ж чином. Iéna також відкрив вогонь по Weasel'ю, але з набагато більшої відстані, що дозволило капітану Ендрю сфокусувати атаку на Mercure. Ця сутичка тривала близько двадцяти хвилин і закінчилась вибухом Mercure, мабуть, через загоряння порохового льоху. З Weasel'я було відразу ж відіслано кілька човнів для порятунку тих, хто залишився живим, але вдалось врятувати лише трьох.
Після вибуху Mercure, Iéna та решта французьких бригів кинулись врозтіч, відтак Weasel розпочав переслідування і цих суден, але не зумів спровокувати їх до рішучих дій. Втрата французів дала змогу Victorius'у залишитись наодинці з Rivoli і о 04:30 обидва судна розпочали артилерійську дуель зблизька. Цей двобій невпинно тривав протягом трьох із половиною годин, обидва судна були знатно пошкоджені і мали великі втрати серед екіпажу. Капітан Талбот отримав осколкове поранення в голову і був вимушений покинути палубу, будучи тимчасово осліпленим. Командування кораблем перейшло лейтенантові Томасу Піку. Щоб прискорити підкорення Rivoli, Пік дав команду Weasel'ю заблокувати французькому судну шляхи відходу, відтак капітан Ендрю підплив до Rivoli і відкрив кинджальний вогонь по кораблю.

## Капітуляція та наслідки

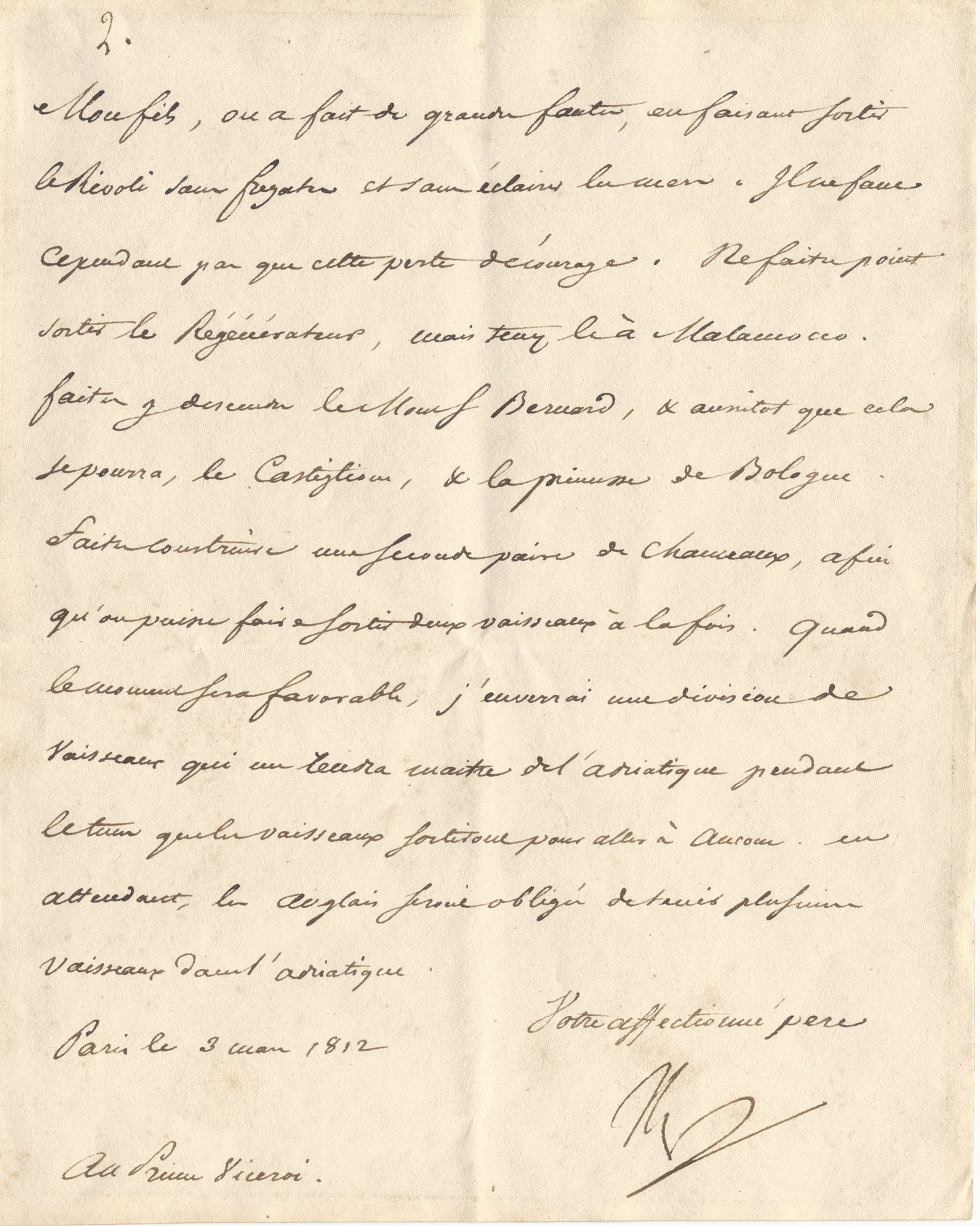
Наполеонів лист до Ежена, віце-короля Італії, щодо трагедії Rivoli

Станом на 08:45 Rivoli, перебуваючи під вогнем HMS Victorius та Weasel, намагався дістатись порту Трієсте, вже втративши свою бізань-щоглу. Майже тоді ж і вибухнули 36-фунтові гармати, залишивши серед постраждалих 60 членів екіпажу, дезорганізувавши та деморалізувавши решту. Це змусило Барре перевести стрільців із верхньої гарматної палуби в нижню батарею. П'ятнадцять хвилин по тому, маючи в розпорядженні абсолютно непотульне та розбите судно, комодор Барре здався. Rivoli втратив понад 400 осіб, поранених було ж понад 800 членів екіпажу, що зібрався вперше і ніколи не бував у відкритому морі. Втрати HMS Victorius також були великими — загинуло 25 матросів і морських піхотинців, поранено 6 офіцерів (серед яких капітан Талбот) і ще 93 особи.